# Георги Бакърджиев
Георги Стефанов Бакърджиев е български художник-керамик.

## Биография
Роден е на 30 август 1899 г. в Карлово. През 1919 г. заминава за Франция да учи художествено стъкларство и керамика в Техническото училище в Париж. Там посещава декоративното ателие на големия френски стъклар и керамик Жан Люс. Работи и във френската фирма „Преста“. Две години учи декоративна скулптура във вечерните курсове на проф. Влерик. От 1923 до 1940 г. се установява в Севър, югозападно предградие на френската столица и прави свое ателие. През парижкия си творчески период работи предимно със стъкло и порцелан, усвоява и работата с каменина. От 1927 до 1937 г. е член на Дружеството на парижките декоратори. В този период Бакърджиев работи предимно стъкло и порцелан. Негови творби получават най-високи оценки и му носят големи международни награди (Гран при през 1930 г. в Лиеж). Излага творбите си в парижките салони на декораторите в Гранд Пале и Тюйлери, на Световното изложение в Лиеж и др.
Завръща се в България през 1940 г. и се установява в София и прави ателие на ул. „Орландовска“. Започва работа по възстановяването на сивата тракийска керамика и на стилизиране на формите в грънчарството и изучава народните приложни изкуства и претворява традициите им. Настъпва нов период в творчеството на Бакърджиев, с ясно изразени национален облик на работите му. Възражда някои древни форми. Рисува и живописни картини. Негови произведения, работени в различни техники (теракота, сива керамика, ангоба, каменина, рисувана керамика и др.) са излагани на много изложби в България и чужбина. Урежда няколко самостоятелни изложби (1941, 1942, 1943, 1946, 1957, 1964, 1967, две през 1969 г.)
Повечето от творбите му са с традиционалистки облик – „Конче“ (1945), „Юбилейна бъклица“ (1959), декоративни чинии „Карлово“ (1954), „Копривщица“ (1955), „Несебър“ (1961), „Рилски манастир“ (1964).
Притежание на Националната художествена галерия е керамичната фигура „Конят“ (1966). Творби на Георги Бакърджиев притежават музеи във Франция и Италия.
Развива и публицистична дейност. Пише статии, критики и доклади. Автор е на монографиите: „Керамиката в България“ (1956), „Кована мед“ (1957) и „Бусинска керамика“ (1968).
За него има издадена монография от критика Кирил Кръстев (1965).
Умира в София на 21 януари 1972 г.

## Отличия и награди
- Гран при — Лиеж (1930)
- Орден „Червено знаме на труда“ (1959)
- Лауреат на Димитровска награда (1960)
- Заслужил художник (1967)